# Солсбери (остров, Канада)
Солсбери (Акуллик) (англ. Salisbury Island) — остров Канадского Арктического архипелага. В настоящее время остров необитаем (2012).

## География
Остров Солсбери второй по величине остров из трёх островов на западном входе в Гудзонов пролив, который отделяет остров Баффинова Земля от материковой части Канады. Остров Солсбери лежит в 31 км к юго-востоку от острова Милл и в 23 км к северо-востоку от острова Ноттингем. Площадь острова составляет 804 км², длина береговой линии равна 278 км.
Максимальная длина острова с севера-запада на юго-восток равна 47 км, максимальная ширина равна 23 км.
Ландшафт острова в центральной и восточной части острова представляет собой плато высотой от 250 до 500 метров, которое на восточном побережье круто обрывается к морю. Западная часть острова представляет собой прибрежную равнину плавно переходящую в невысокие холмы высотой от 20 до 160 метров.